# Albiate
Albiate – miejscowość i gmina we Włoszech, w regionie Lombardia, w prowincji Monza i Brianza.
Według danych na rok 2004 gminę zamieszkiwało 5215 osób, 2607,5 os./km².